# Okubo Toshimichi

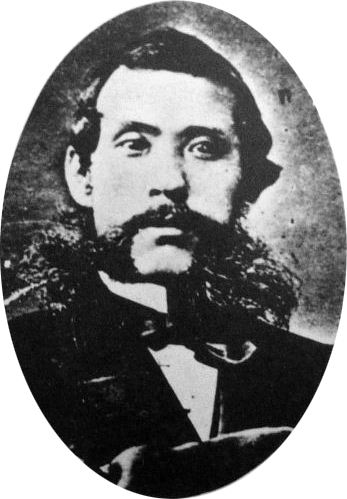

Ōkubo Toshimichi, född 26 september 1830, mördad 14 maj 1878 i Tokyo, japansk statsman och en av ledarna för Meijirestaurationen 1868.
Okubo var son till en samurai i Satsuma och (sedan 1858) en av huvudledarna vid förberedelserna för statsvälvningen 1868 , var verksam vid dess utförande och tog sedermera till sin död ledande andel i den kejserliga reformpolitiken. Okubo tillrådde 1868 i en skrivelse till kejsaren residensets förflyttning från Kyoto till Osaka, varifrån det i november samma år flyttades till Tokyo, samt anses ha varit den, som förmådde den unge kejsaren att offentligen framträda för trupperna och folket, vilket skedde 1868 i Osaka.
Han deltog 1871-1873 i furst Iwakuras stora beskickning till Förenta staterna och Europa, vilken besökte Stockholm 1873. På en utomordentlig ambassad till Peking 1884 avslöt Okubo med kinesiska regeringen ett fördrag om biläggande av konflikten om Formosa. 
Som inrikesminister organiserade Okubo regeringens åtgärder för det stora Satsumaupprorets underkuvande (1877), och det var av hämnd härför han lönnmördades av några beundrare till upprorsledaren Saigo Takamori. Bland det moderna Japans "riksfäder" intar Okubo ett av de främsta rummen. Han upphöjdes postumt till markis 1884.
- Wikimedia Commons har media som rör Okubo Toshimichi.